# Mnemosyne colombiae
Mnemosyne colombiae är en insektsart som beskrevs av Walker 1951. Mnemosyne colombiae ingår i släktet Mnemosyne och familjen kilstritar.
Artens utbredningsområde är Colombia. Inga underarter finns listade i Catalogue of Life.